# Голубничий Володимир Степанович
Володи́мир Степа́нович Голубни́чий (2 червня 1936, Суми — 16 серпня 2021, там само) — український легкоатлет, який спеціалізувався в ходьбі, олімпійський чемпіон, рекордсмен світу. Почесний громадянин Сум.

## Життєпис
Народився 2 червня 1936 р. у Сумах.
У 1960-х і 1970-х роках Голубничий домінував у ходьбі, вигравши загалом чотири олімпійські медалі. Він тренувався в добровільному спортивному товаристві «Спартак» у Сумах.
Легкою атлетикою Голубничий почав займатися в 1953 році, а в 1959-у став членом збірної Радянського Союзу. Окрім олімпійських здобутків, він також був чемпіоном Європи в 1974 році й чемпіоном СРСР в 1960, 1964-65, 1968, 1972 та 1974 роках.
2012 року обраний Членом Зали Слави IAAF.
Станом на 2015 — президент Спілки спортсменів-ветеранів м. Суми, почесний президент обласної ради фізкультурно-спортивного товариства «Спартак», член Національного олімпійського комітету України.
Автор книг «Чотири олімпійські сходження», «Чому люди так ходять?» і найновішої — «Легка атлетика від Володимира Голубничого»
Помер 16 серпня 2021 р. у Сумах. Був похований на Центральному кладовищі Сум.

### Чемпіонати СРСР
| Рік  | Місто           | Дистанція | Результат | Дата                       | Місце |
| ---- | --------------- | --------- | --------- | -------------------------- | ----- |
| 1960 | Москва          | 20 км     | 1:33.52,0 | 15—18 липня                | I     |
| 1962 | Москва          | 20 км     | 1:32.53,8 | 11—13 серпня               | II    |
| 1963 | Москва          | 20 км     | 1:32.02,0 | 9—15 серпня                | II    |
| 1964 | Київ            | 20 км     | 1:30.54,8 | 27—30 вересня              | I     |
| 1965 | Алма-Ата        | 20 км     | 1:30.15,6 | 9—17 жовтня                | I     |
| 1966 | Дніпропетровськ | 20 км     | 1:31.28,2 | 12—14 серпня               | II    |
| 1967 | Москва          | 20 км     | 1:28.54,0 | 28 липня—1 серпня          | III   |
| 1968 | Севан           | 20 км     | 1:33.45,0 | 12—13 серпня               | I     |
| 1970 | Фрязіно         | 20 км     | 1:30.21,8 | 12—13 вересня              | II    |
| 1972 | Москва          | 20 км     | 1:28.54,2 | 17—20 липня                | I     |
| 1974 | Москва          | 20 км     | 1:28.21,2 | 23—26 липня                | I     |
| 1975 | Москва          | 20 км     | 1:28.02,6 | 27—30 липня                | III   |
| 1976 | Київ            | 20 км     | 1:23.55,0 | 10—12 червня, 22—24 червня | II    |

## Нагороди
- Орден князя Ярослава Мудрого V ст. (21 серпня 2020) — за значний особистий внесок у державне будівництво, соціально-економічний, науково-технічний, культурно-освітній розвиток України, вагомі трудові здобутки та високий професіоналізм[7]
- Орден «За заслуги» I ст. (25 червня 2016) — за значний особистий внесок у державне будівництво, соціально-економічний, науково-технічний, культурно-освітній розвиток України, вагомі трудові здобутки та високий професіоналізм[8]
- Орден «За заслуги» II ст. (20 серпня 2007) — за значний особистий внесок у соціально-економічний, культурний розвиток Української держави, вагомі трудові досягнення та з нагоди 16-ї річниці незалежності України[9]
- Орден «За заслуги» III ст. (29 листопада 2002) — за значний особистий внесок у розвиток фізичної культури і спорту в Україні, досягнення найвищих спортивних результатів на Олімпійських іграх[10]
- Орден Трудового Червоного Прапора (1960)
- Орден «Знак Пошани» (1969)
- медаль «За трудову доблесть» (1972)
- Почесна грамота Кабінету Міністрів України (11 жовтня 1999) — за значний особистий внесок у розвиток фізичної культури і спорту, підвищення авторитету України в світі, високий рівень спортивних досягнень[11]
- Золотий Олімпійський орден (1996).